# Dorota Osińska
Dorota Osińska (Breslavia, 12 novembre 1978) è una cantante polacca.

## Biografia
Dorota Osińska ha iniziato ad esibirsi a festival musicali in tutta la Polonia nel 1999, il più importante dei quali è stato il festival della canzone polacca di Opole del 2000, dove ha vinto il secondo premio della giuria. Il suo album di debutto, Idę, è uscito nel 2004.
Nel 2013 ha preso parte alla seconda edizione del talent show di TVP2 The Voice of Poland, arrivando in finale e classificandosi al secondo posto. Il successo ottenuto le ha fruttato un contratto discografico con la Universal Music Polska, su cui ha pubblicato l'album Teraz, che è diventato il suo primo ingresso nella classifica polacca al 39º posto.
A marzo 2016 Dorota Osińska ha preso parte a Krajowe Eliminacje, il programma di selezione del rappresentante polacco per l'Eurovision Song Contest, presentando il brano Universal. Si è piazzata 4ª su 9 partecipanti per volere del televoto.

## Discografia

### Album in studio
- 2004 – Idę
- 2010 – Kamyk zielony
- 2013 – Teraz
- 2018 – Dorota Osińska
- 2020 – Cześć, to ja

### Singoli
- 2016 – Universal
- 2018 – Jasna ciemna
- 2018 – Nić
- 2019 – Krótki sen
- 2019 – Hibernacja
- 2020 – Bliscy nieznajomi